# Cambarus strigosus
Cambarus strigosus är en kräftdjursart som beskrevs av Hobbs 1981. Cambarus strigosus ingår i släktet Cambarus och familjen Cambaridae. IUCN kategoriserar arten globalt som otillräckligt studerad. Inga underarter finns listade i Catalogue of Life.